# 第二種基礎研究
第二種基礎研究（だいにしゅきそけんきゅう）とは、特定の社会経済的な必要性のために、すでに確立された複数の理論（法則、原則、定理など）を組み合わせ、観察、実験、理論計算を繰り返し、その手法と結果に規則性や普遍性のある知見および目的を実現する具体的筋道を導き出す研究をいう。これは「未知現象を観察、実験、理論計算により普遍的な理論（法則、原理、定理など）として発見、解明、形成するための研究」である第一種基礎研究と対比される。第二種基礎研究は、実際にモノをつくって社会に還元することと、そのために行わなければならないが困難である第一種基礎研究と製品化研究との間の橋渡しをすることを使命とする。第二種基礎研究は、第一種で得られた数多くの法則等の知識を出発点として、再び現実世界に存在し得るものを作り上げる行為を通じて、それらの行為の背後にある普遍性を求める。